# 구스타프 아울렌

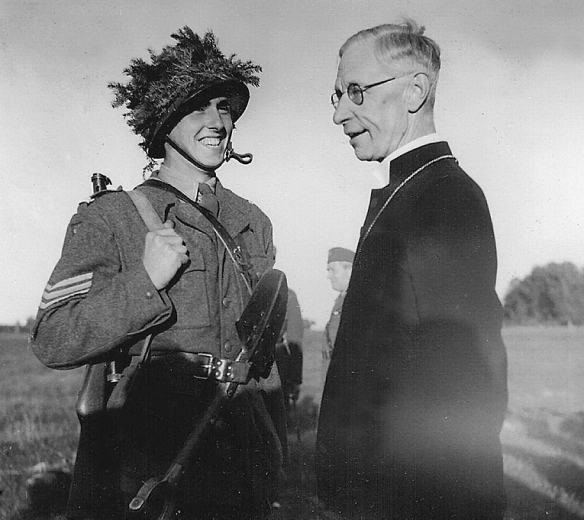
구스타프 아울렌 주교

구스타프 아울렌 ( Gustaf Aulen, 1879년 5월 15일 - 1977년 12월 16일 )은 스웨덴 교회의 주교, 루터교의 신학자였다. 그의 작품으로 < 승자이신 그리스도 >가 있으며, 이 작품은 속죄 교리에 중요한 영향을 끼쳤다.
아울렌에게 가장 영향을 미친 인물은 마틴 루터와 프리드리히 슐라이어마허였다.

## 승리자 그리스도
그는 고전적 속죄교리에 대하여 지나친 인본주의적 관점이라고 비판하였다.